# Sabinov
Sabinov es la capital del distrito de Sabinov en la región de Prešov, Eslovaquia, con una población estimada a final del año 2024 de 12 131 habitantes.
Se encuentra ubicado en el centro-oeste de la región, en el valle del río Torysa (cuenca hidrográfica del río Tisza).

## Demografía
| Año        | 1994   | 2004    | 2014    | 2024    |
| ---------- | ------ | ------- | ------- | ------- |
| Población  | 11 512 | 12 366  | 12 703  | 12 131  |
| Diferencia |        | +7,41 % | +2,72 % | −4,50 % |

| Año        | 2023   | 2024    |
| ---------- | ------ | ------- |
| Población  | 12 169 | 12 131  |
| Diferencia |        | −0,31 % |